# Университет Наджран
Университет Наджран — государственный исследовательский университет, расположенный в провинции Наджран, Саудовская Аравия.
Основан в 2006 году. Количество студентов составляет примерно 12 тысяч человек.

### История
Университет изначально представлял собой факультет обществоведческих наук при Университете Короля Халида. 11 ноября 2006 года король Абдалла ибн Абдул-Азиз Аль Сауд подписал королевский указ о преобразовании факультета в Наджране в независимый самостоятельный университет.

### Расположение и инфраструктура
Университет расположен в восточной части города Наджран на территории размером в 18 миллионов квадратных метров. Таким образом, он стал крупнейшим университетским городком в Саудовской Аравии. В университете функционируют 15 факультетов, в том числе отделение для девушек. В городке также находятся медицинский и научно-исследовательский центры, спортивные и развлекательные площадки. На территории Наджрана расположены жилищные кампусы для преподавателей, раздельное жилье для студентов и студенток. Город планирует привлечь инвестиции для развития инфраструктуры: строительства гостиницы и торгового центра.

### Факультеты
В настоящее время университет включает в себя следующие факультеты:
- Медицинский факультет

- Факультет прикладных медицинских наук

- Факультет компьютерных наук и информационных систем
- Педагогический факультет
- Факультет обществоведческих наук
- Факультет шариата и основ религии
- Стоматологический факультет
- Факультет административных наук
- Факультет фармацевтики
- Инженерный факультет
- Факультет лингвистики и перевода
- Факультет наук и искусств (отделение в Шаруре)